# سوینگاریتسا
سوینگاریتسا (به صربی: Svinjarica) یک منطقهٔ مسکونی در صربستان است که در لبانه واقع شده‌است. سوینگاریتسا ۱۳۷ نفر جمعیت دارد.